# Salzburg-Aigen
Salzburg-Aigen (niem: Bahnhof Salzburg-Aigen) – przystanek kolejowy w Salzburgu, w dzielnicy Aigen w kraju związkowym Salzburg, w Austrii. Znajduje się na Salzburg-Tiroler-Bahn. Obecnie pełni funkcję przystanku S-Bahn w Salzburgu. Na stację można dojechać trolejbusem linii 7.

## Linie kolejowe
- Salzburg-Tiroler-Bahn